# Ioesse
Ioesse – rodzaj chrząszczy z rodziny kózkowatych i podrodziny zgrzypikowych.

## Zasięg występowania
Przedstawiciele tego rodzaju występują w Azji Południowo-Wschodniej oraz płd. Chinach.

## Systematyka
Do Ioesse zaliczane są 3 gatunki:
- Ioesse putaoensis
- Ioesse rubra
- Ioesse sanguinolenta